# Краковець
Кракове́ць — селище в Україні, у Яворівському районі Львівської області, розташоване між річками Шкло та Віжомля, за 19 км на захід від районного центру та за 21 км від залізничної станції Яворів.

## Географія
У селищі зростає ботанічна пам'ятка природи місцевого значення «Віковий дуб».
Менш, ніж за кілометр на захід розташований кордон України з Польщею.

## Топоніми
Урбаноніми
У Краковці нараховується 18 вулиць, у тому числі 1 площа.
Вулиці, площі:
- 22 Січня
- Вербицького
- Грушевського
- Івасюка
- Лесі Українки
- Липи Юрія
- Лозинського
- Мазепи
- Маковея Осипа
- Пасічна
- Січових Стрільців
- Сонячна
- Франка
- Хмельницького
- Церковна
- Шевченка
- Шептицького
- Шухевича

## Історія
Поселення вважається заснованим 1320 року, хоча перша документальна згадка про нього датується 1423 роком, а 1425 року містечку було надане магдебурзьке право.
Того ж року було засновано парафію та споруджено дерев'яний костел у Краківці. У XVI-першій половині XVII століття парафія належала кальвіністам, у костелі діяв, так званий кальвінський збір, що був заснований у XVI столітті за сприяння самбірського войського Станіслава Фредра. Припускають, що він був закритий за ініціативою перемиського єпископа РКЦ Мацея Пстроконського 1604 року, а будівлю повернули католицькій громаді міста.
У 1590 році за сприяння власника містечка князя Олександра Острозького було споруджено замок, який до наших днів не зберігся. Про нього згадував у своїх спогадах німецький мандрівник Ульріх фон Вердум. Після першого поділу Польщі 1772 року містечко відійшло до Австрії, а від 1867 року — у складі Австро-Угорщини. Краковець побіжно описав австрійський географ Бальтазар Гакет у своїй праці «Новіші фізично-політичні подорожі Гакета у 1788—1795 роках через Дакійські, Сарматські або Північні Карпати», у частині, присвяченій маршрутові 1794—1795 років зі Львова через Карпати та інші міста до Нового Сонча.
На початку  XIX  століття було побудовано синагогу. Зараз споруда знаходиться в аварійному стані.
По смерті Острозького Краковець стає власністю Белзецьких, пізніше надовго стають власністю Цетнерів, потім були Потоцькі, які у 1845 році продали краковецький маєток без меблів, ікон, картин, порцеляни, колекцій бронзи, книг, монет, табакерок, опудал птахів князю Адаму Любомирському. Про цей прикрий випадок згадував Еварист Анджей Куропатницький у своїй праці «Географія або детальний опис королівств Галіції та Лодомерії», потім граф Казимир Любенський. Останньою власницею Краківця та фільварків була дочка Казимира Вікторія Моравська (померла у 1942 році).
Після анексії Польщею західноукраїнських земель Краковець втратив статус міста, але 27 березня 1934 року знову його отримав.
Станом, на 1 січня 1939 року у місті мешкало 1840 осіб (640 українців-грекокатоликів, 80 українців-римокатоликів, 350 поляків та 770 юдеїв).

### Радянський період
17 січня 1940 року Краковець став райцентром Львівської області. У березні 1941 року організовано колгосп імені Т. Г. Шевченка.
Під час німецької окупації за допомогу червоноармійцям були розстріляні місцеві мешканці М. Каранкевич та С. Адамчик.
Більшість єврейської громади було знищено під час Голокосту. У грудні 1942 року всім євреям було наказано зібратися на головній площі, де потім їх змусили йти до гетто в Яворові. Тих євреїв, хто не встигав іти, розстрілювали по дорозі.
27 липня 1944 року в ході львівсько-сандомірської наступальної операції радянських військ Герой Радянського Союзу, командир танкової роти, старший лейтенант Геннадій Корюкін у складі передового загону 45-ї гвардійської танкової бригади форсував річку Сян поблизу с. Висоцько та намагався у результаті стрімкої атаки оволодіти с. Острів, але усі радянські танки, що переправилися через річку були знищені вогнем німецької артилерії, а сам Корюкін загинув та пізніше був похований на краковецькому цвинтарі.
До заборони УГКЦ у 1946 році Краківець був осідком Краковецького деканату Перемишльської єпархії греко-католицької церкви (деканат налічував 16 парафій) та власне парафії Краковець, до якої належали також Передвір'я, Будзинь, Руда-Краковецька та Гуки (нині — частина села Коханівка).
1957 року Краковець отримав статус селища міського типу.
На території селищної ради у 1960-х роках діяв колгосп «Прикордонник», який посідав 1392 га орної землі. Із зернових — вирощували пшеницю та жито, а з технічних — льон. Розвивали м'ясо-молочне тваринництво, вівчарство. Спорудили молочарню, льоносушильню та льонопереробний пункт.

### Сучасність
15 липня 1990 року на головному майдані села було закладено пам'ятний камінь, а 1997 року на тому місці було споруджено пам'ятник Романові Шухевичу — військовому, роботи скульптора Петра Штаєра та архітектора Володимира Блюсюка.
На початку 1998 року на кордоні з Польщею введено в експлуатацію найбільший у Східній Європі міжнародний пункт пропуску «Краківець» — Корчова з пропускною спроможністю до 5 тисяч легкових автомобілів на добу, що є виключною заслугою державного діяча Степана Лукашика.

## Населення

### Мова
Розподіл населення за рідною мовою за даними перепису 2001 року:
| Мова            | Кількість | Відсоток |
| --------------- | --------- | -------- |
| українська      | 1151      | 99.57%   |
| російська       | 2         | 0.17%    |
| білоруська      | 2         | 0.17%    |
| інші/не вказали | 1         | 0.09%    |
| Усього          | 1156      | 100%     |

## Галерея

Митний перехід «Краковець-Корчова» з українського боку
Митний перехід «Краковець-Корчова» з польського боку
Латинський цвинтар. Фігура Матінки Божої з немовлям
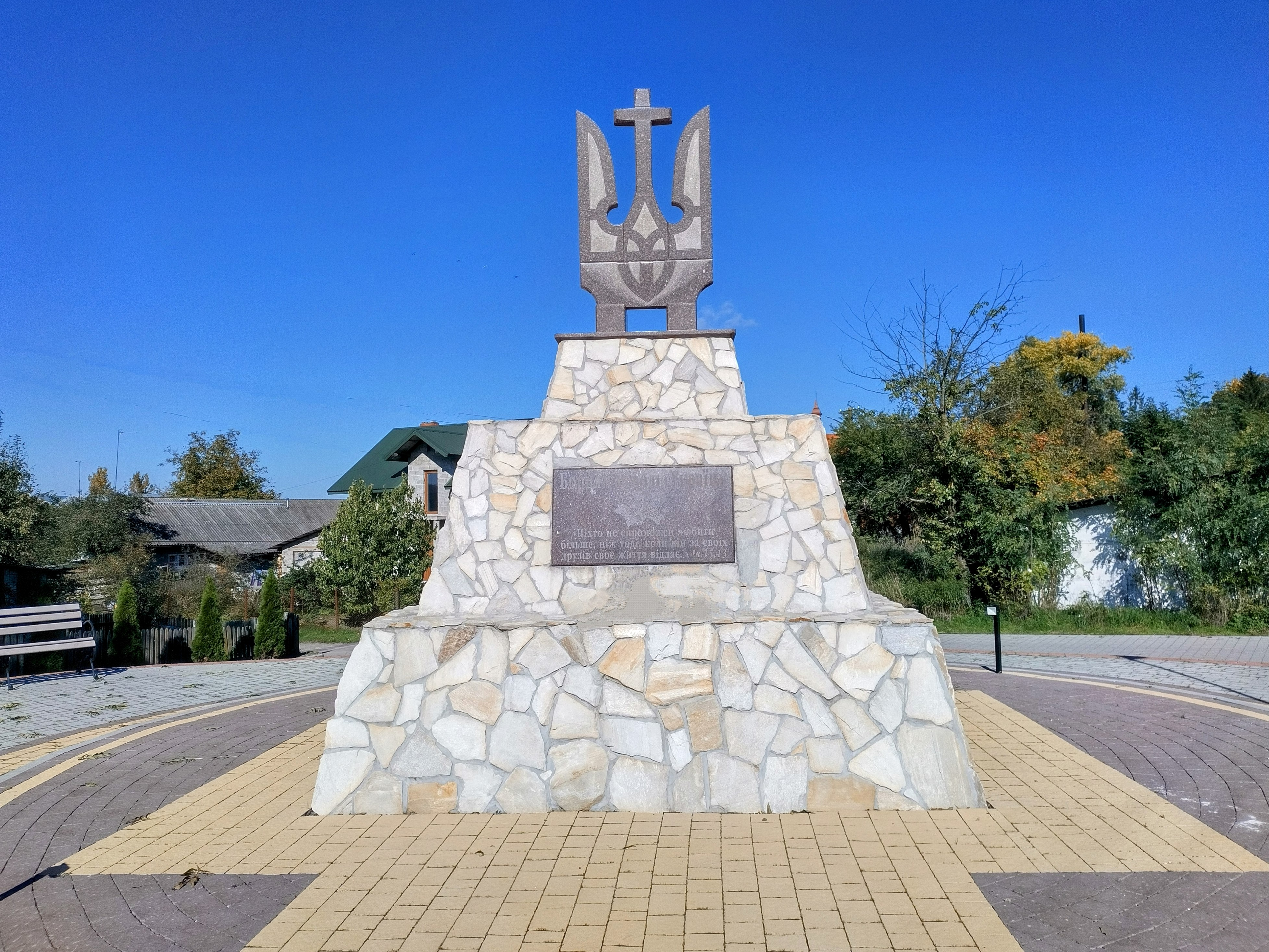
Пам'ятник "Борцям за волю України"

## Архітектурні пам'ятки
- Час фундації та будівництва дерев'яного костелу в місті невідомий, але відома дата його концекрації — 29 травня 1744 року.[5].

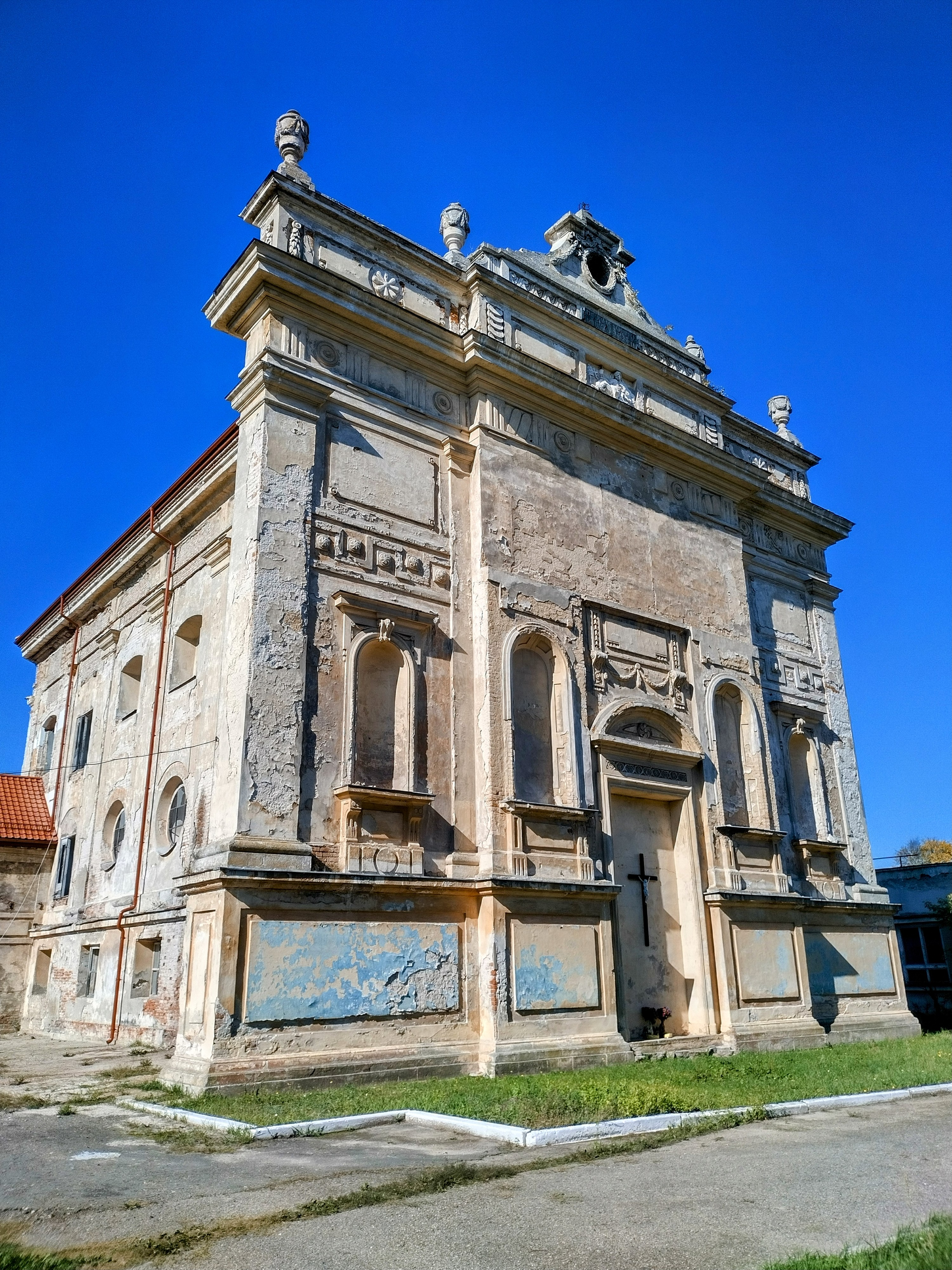
Костел святого апостола Якова — діючий римо-католицький храм, споруджений у 1785—1787 роках коштом дідича Ігнатія Цетнера у стилі неокласицизму на заміну старому дерев'яному костелу 1744 року побудови. У 1846 році проведена реконструкція святині, по якій храм мав вже 7 вівтарів, а 1854 року — освячений. Через спустошливі пожежі упродовж XVII—XVIII століть костел неодноразово відбудовувався, переважно — коштом Цетнерів.[5] На початку ХХ століття вхід прикрашав великий портик на чотирьох колонах. У вересні 1939 року святиня зазнала пожежі, під час якої повністю вигорів інтер'єр костелу. 1946 року храм був закритий радянською владою, а саме приміщення у 1958 році кардинально перебудували (високу наву святині розділили на три поверхи) під виробничі потреби та згодом відкрили завод «Ритм» — структурний підрозділ Львівського заводу телеграфної апаратури, що спеціалізувався на виробництві плат друкованого монтажу для потреб систем зв'язку військового призначення.[7] У 2000 році костел передано в користування римо-католицькій громаді Краковця, яка почала його відновлення[15]. 15 листопада 2000 року архієпископ-митрополит Львівський Мар'ян Яворський освятив тимчасову каплицю у поверненому костелі.[5].
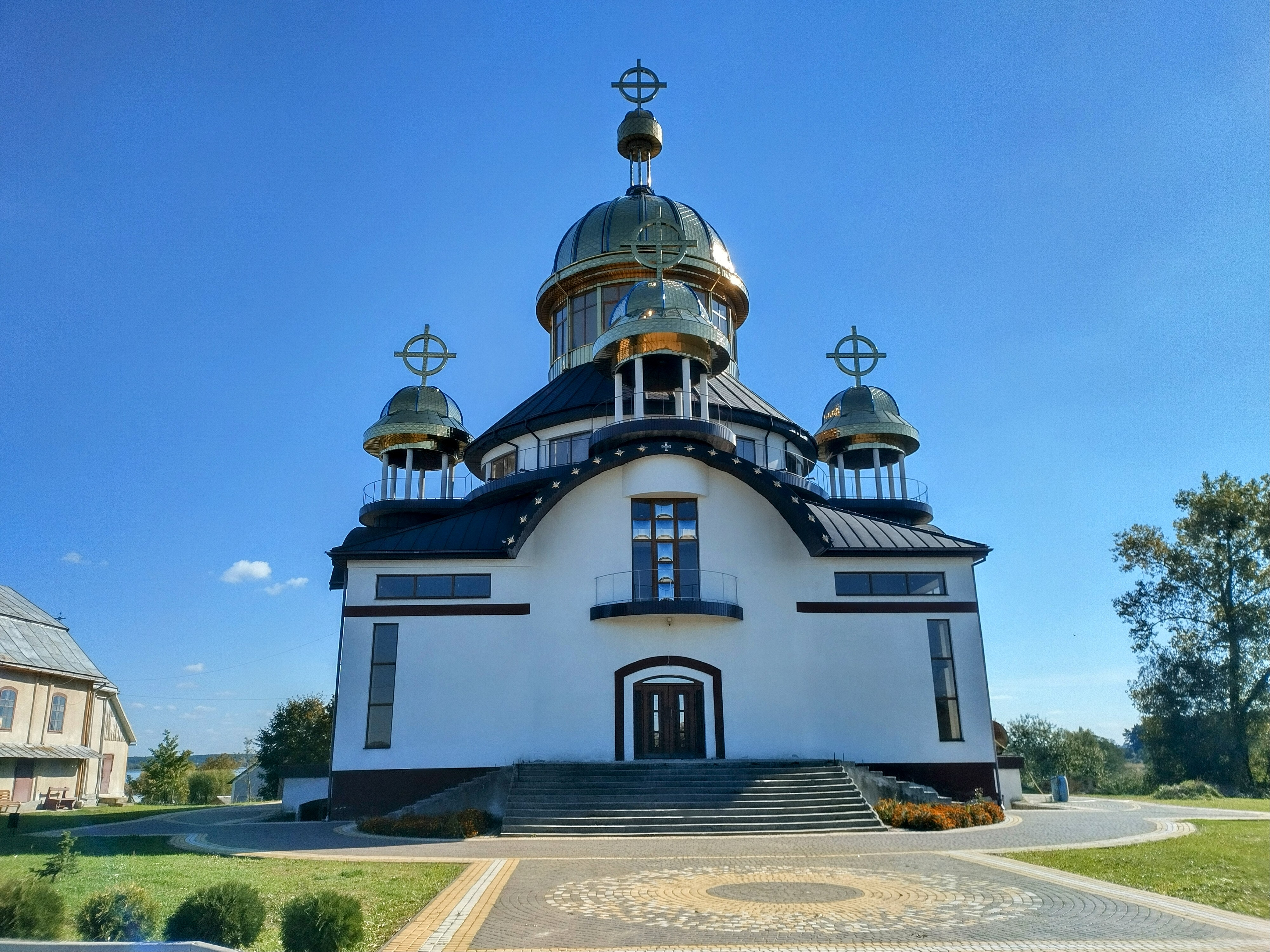
Церква Святого Миколая (новобуд).   - Костел Святого Апостола Якова
  - Церква Святого Миколая (новобуд)

## Відомі люди

### Народилися
- Богдан-Ярослав Гурко — фахівець у галузі механіки.
- Юрій Шухевич — український співак, інженер, брат Романа Шухевича.

### Пов'язані з Краковцем
- Іван Кохановський — український суддя, громадсько-політичний діяч.

### Дідичі
- Францішек Фредро — каштелян любачівський; вдало оборонив Любачів від нападу татар-ногайців.
- Єжи Фредро — войський самбірський.
- Олександр Острозький.
- Анна Алоїза Острозька-Ходкевич.
- Белжецькі
- Ігнатій Цетнер
- Анна з Потоцьких — донька Ігнатія Цетнера, княжна лотаринзька, фундаторка «закладу хворих» в місті, дружина, зокрема, димерського старости Каєтана Потоцького[16].
- Леон Потоцький.
- Любомирські.